# 武富士弘前支店強盗殺人・放火事件
武富士弘前支店強盗殺人・放火事件（たけふじひろさきしてん ごうとうさつじん・ほうかじけん）は、2001年（平成13年）5月8日午前10時49分、青森県弘前市田町五丁目に所在していた消費者金融会社「武富士」弘前支店（事件後に閉店）で発生し、従業員5人が死亡・4人が負傷した放火強盗殺人事件である。最高裁判所においては武富士弘前支店放火強盗殺人事件と呼称される。地元紙『東奥日報』は本事件を「ガソリンによる放火で瞬時に5人の貴い生命を奪い、本県のみならず全国を震撼させ、模倣犯をも続発させた残虐極まりない凶悪犯行」「青森県警史上かつてない凶悪事件」と表現した。

## 加害者・元死刑囚K
加害者のKは1958年（昭和33年）5月19日生まれ。逮捕当時は青森県南津軽郡浪岡町（現：青森市浪岡）浪岡稲村在住の43歳・タクシー運転手だった。
平川市の平川市立葛川小中学校を経て千葉県立木更津東高等学校夜間部（千葉県）へ進学し、1977年に卒業した。卒業後に地元の大手宅配会社へ就職し、宅配ドライバーとして従事していた。その後、事件当時に勤務していたタクシー会社にタクシードライバーとして就職。1987年（昭和62年）から1998年（平成10年）まで勤務し、その後は他のタクシー会社などを転々としたものの、2001年5月1日に再び先述のタクシー会社に再雇用された。
2014年（平成26年）8月29日、死刑囚Kは宮城刑務所（収監先：仙台拘置支所に隣接）で死刑を執行された。

## 概要
2001年（平成13年）5月8日午前10時49分頃、男Kが武富士弘前支店に強盗目的で押し入った。店舗は3階建てのテナントビルの3階にあり、1階・2階にはレンタルビデオ店が入居していた。
Kはカウンター越しに混合油を撒き、「金を出さねば火をつける」と脅迫したが、支店長に拒否され青森県警察に110番通報されたため激怒して店内に放火し逃走した。火災は店内に一気に広がり、店延べ約96平方メートルをほぼ全焼 した。支店は3階にあり、小さな窓しかないという建物の構造も災いし、同支店の社員5人（当時20歳 - 46歳）が炎に囲まれて脱出不能となりそのまま死亡。偶然、近くの店舗のガラス清掃業者がはしごを持って駆けつけたため救出され、辛うじて脱出した4人も重傷を負う惨事となった。
弘前支店が県警弘前警察署に110番通報した際、住所を言い間違えたため警察官がそちらに出動した後に現場に到着したり、招集日であったため緊急配備までに時間を要したことなどから初動が遅れ、犯人の逃走を許した。作成されたモンタージュの似顔絵と現場から逃走した車両から重要参考人として男Kが浮上していたものの、被疑者Kが逃走中にアリバイの偽装などを行っていたため捜査は難航した。その後放火に用いた新聞紙（後述）などが決め手となり、青森県警捜査本部は2002年（平成14年）3月4日に被疑者Kを強盗殺人・現住建造物等放火容疑で逮捕した。

### 動機
Kは仲人の女性から頼まれて消費者金融から借金をし援助をしたが、それが借金地獄への転落の一因であった。女性一家4人が2000年（平成12年）4月に岩手県宮古市の宮古港で自殺したことを新聞報道で知り、精神的にますます追い詰められ、事件に至っている。直接の動機はギャンブルによる借金苦であった。
Kは事件現場店舗で借金はしていなかったが、「利用したことがない店だから顔が割れていない」という理由により同店舗で犯行に及んだ。

## 犯人逮捕の決め手
青森県警察捜査本部は犯人が逃走する際に放火した『東奥日報』2週間分の新聞紙束の燃え残りを徹底的に分析してその紙面の特徴を解析した。その結果、掲載広告から「津軽地方に配達されたもの」と判明したほか、差し替えられた記事内容・欄外に印刷された丸数字などを解析し続けると2001年12月中旬までに配達区域は「加害者Kが住んでいた浪岡町稲村地区」にまで絞り込まれた。その地区の住人で逃走車両と同型の車を持っていた者はKだけであったため、青森県警捜査本部は重要参考人として2002年（平成14年）3月3日早朝、Kに任意同行を求め事情聴取・家宅捜索の結果、テレビ局に送りつけられた犯行声明文の筆圧が残った便箋と犯行時に着ていた作業着を発見。Kは犯行を自供したため、翌日未明（2002年3月4日午前1時30分ごろ）に強盗殺人・現住建造物等放火容疑で逮捕された。

## 武富士の対応
- 店長が犯人の要求を断った背景には、ノルマに追われる営業実態に原因があるのではないかという指摘が一部報道でなされた。このため、武富士は1年近くテレビコマーシャルを自粛、一方で全国の街頭などで配布するポケットティッシュの裏面に犯人の似顔絵を掲載するなど、事件解決に向けて協力する姿勢を見せた。
- 遺族側は、店舗に非常口がなく、防犯訓練等も行われていなかったことから、武富士に損害賠償を要求。後に示談が成立した。
- 事件後、武富士弘前支店は再開されることなく閉店した。同店が入居していた3階建てビルは犯人逮捕を待つことなく2001年12月21日から取り壊し準備作業が開始され[18]、2001年12月25日から年内に取り壊され更地となった[19][20]。
- 武富士は長勝寺（弘前市西茂森）に慰霊碑・供養塔を建立し、2002年8月11日に開眼供養式を行った[21]。慰霊碑（高さ約75 cm×幅約110 cm・黒御影石製）には事件の概要に加え、犠牲者5人への哀悼の念として「此処に御佛の仰ぎ尊い五名の御魂の久遠の安らかなる眠りを祈願し謹んで慰霊の塔を建立す」の文が刻まれている[21]。

## 刑事裁判

### 第一審・青森地裁
青森地方検察庁は2002年3月24日に強盗殺人・同未遂・現住建造物等放火の各罪状で被疑者Kを青森地方裁判所に起訴した。起訴を受けて青森県警捜査一課・弘前署の捜査本部は2002年3月27日午後5時をもって事件直後の設置から約320日で解散したほか、青森地検は同日付で被告人Kの身柄を検事勾留から未決勾留（起訴勾留）に変更して弘前署から青森刑務所柳町拘置支所に移監した。
2002年6月6日、青森地方裁判所（山内昭善裁判長、合議体）で被告人Kの初公判が開かれた。被告人Kは罪状認否で「ガソリンは脅すために持って行ったもので火をつけるつもりはなく、殺意はなかった」と主張した。
被告人Kは当初、自分が死刑になる可能性をあまり考えておらず、青森地裁での公判中、出所をしたあとの事について書かれた手紙を母親に送っている。
しかし被告人Kが自ら撒いたガソリンに実際に火をつけ被害者を死に至らしめていることなどから、判決では「強盗が失敗して自暴自棄になり、支店内の社員らが死ぬかも知れないことを認識しながら、それでも構わないと考えてガソリンに火を放ち、被害者を殺害した」とし「未必の殺意」が認定され、さらに「事件後も捜査を攪乱するため手紙を出したり、事件の原因となったギャンブルを続けており被害者に対する反省の態度は全くない」と指弾された。
初公判以来計8回にわたって開かれた公判では被告人Kの殺意が主な争点となったが、被告人・弁護人は殺意の有無以外の事実関係については特段に争わなかった。また青森地裁が本事件の重大性を考慮して集中審理方式を導入し、公判期日に別の事件審理日程を入れない・公判時間を午前から夕方まで取るなど公判日程を調整して本事件の公判を迅速に進行したことに加え、被告人側から情状証人が出廷しなかったことも相まって証拠調べは2002年9月5日・第6回公判までに完了し、逮捕から約11カ月となる2003年2月に早期の判決言い渡しがなされた。
2002年10月10日、青森地裁第一号法廷（山内昭善裁判長、合議体）で開かれた論告求刑公判で検察側（青森地検）は被告人Kに死刑を求刑した。
2002年11月14日に弁護人側の最終弁論が行われ、弁護人が「殺意は認められず、検察側の主張する強盗殺人罪ではなく強盗致死罪・強盗致傷罪が成立する。無期懲役が相当」と主張して死刑回避を訴え結審した。
2003年（平成15年）2月12日、青森地裁第一号法廷（山内昭善裁判長、合議体）は検察側の求刑通り被告人Kに死刑判決を言い渡した。
被告人Kは判決を不服として閉廷後直ちに仙台高等裁判所に控訴した。

### 控訴審・仙台高裁
被告人K・弁護人側の控訴を受けて青森地裁は2003年3月25日までに訴訟記録として「起訴状」「捜査段階および公判における被告人Kの供述調書」「公判に出廷した被害者・関係者ら証人の尋問調書」「青森地検の論告・弁護人の弁論を含めて地裁で取り調べた証拠などすべての書面」を仙台高裁に送付する手続きを取った。
事件から2年以上が経過した2003年5月29日までに被告人Kの国選弁護人として仙台弁護士会・佐藤正明弁護士が就任することが決定し、仙台高裁は2003年6月2日までに控訴審初公判期日を「2003年10月14日午後1時30分より仙台高裁405号法廷で開廷する」ことを決定して関係者に通知した。その後初公判までに被告人Kの身柄は（後に死刑執行までの余生を過ごすこととなる）宮城刑務所仙台拘置支所へ移送され、佐藤を含め仙台弁護士会から国選弁護人計3人が選出された。
2003年10月14日午後1時30分から仙台高裁（松浦繁裁判長）で控訴審初公判が開かれた。被告人は第一審と同様に殺意を否認する旨の供述を行い、弁護人側も控訴趣意書で「（未必の故意を認めた）第一審・死刑判決は重大な事実誤認があり破棄されるべきだ」と主張した一方、検察側は被告人K・弁護人側の控訴棄却を求めた。弁護人側は「被告人質問」「元従業員の証人尋問」「被告人の聴力検査」「110番通報録音テープの声紋鑑定」「火災状況鑑定の事実調べ」を請求したが、検察側（仙台高等検察庁）は同意せず、仙台高裁は被告人質問を除く請求の採否を留保した。
2003年11月18日に開かれた控訴審第2回公判で被告人質問が行われ、被告人Kは警察・検察が作成した供述調書の内容を否定したほか、これまでと同様「従業員は避難したと思った」などの供述を繰り返した上で「調書と自身の主張の相違を説明する上申書」を提出した。前回公判で弁護人側が請求した各種請求について松浦裁判長はいずれも不採用と決定した。
2003年11月25日に開かれた控訴審第3回公判でも引き続き被告人質問が行われ、被告人Kは「犯行時、店内で向き合った支店長が逃げ遅れれば死ぬかもしれないと思った」と述べた上で、「時間経過とともに店内に火災が広がる」と認識していたことに言及した。
2003年12月17日に開かれた第4回公判で最終弁論が行われ、控訴審が結審した。弁護人側は「未必的殺意を認めた原判決は重大な事実誤認がある」と主張し、第一審・死刑判決を破棄するよう求めた。一方で検察側は「未必的な殺意の存在は明らかで控訴には理由がない」と主張し、第一審・死刑判決支持（被告人Kの控訴棄却）を求めた。
2004年（平成16年）2月19日、仙台高裁（松浦繁裁判長）は第一審・死刑判決を支持して被告人Kの控訴を棄却する判決を言い渡した。被告人Kは判決を不服として最高裁判所に即日上告した。

### 上告審・最高裁第三小法廷
最高裁判所第三小法廷（上田豊三裁判長）は2006年（平成18年）10月13日までに上告審口頭弁論公判開廷期日を「2007年1月23日」に指定して関係者に通知した。
2007年（平成19年）1月23日、最高裁第三小法廷（上田豊三裁判長）にて上告審口頭弁論公判が開かれた。被告人Kの弁護人側は「被告人Kに殺意はなく、一・二審の死刑判決は著しく不当」と主張して死刑判決の破棄・審理の差し戻し・再度の声紋鑑定を求めた。一方で検察側は被告人Kの上告棄却を求めた。
最高裁第三小法廷（上田豊三裁判長）は2007年3月8日までに上告審判決公判開廷期日を「2007年3月27日」に指定して関係者に通知した。
2007年3月27日に上告審判決公判が開かれ、最高裁第三小法廷（上田豊三裁判長）は一・二審の死刑判決を支持して被告人Kの上告を棄却する判決を言い渡したため、死刑判決が確定することとなった。
被告人Kの国選弁護人・小川原優之は同年4月2日付で同小法廷に判決の訂正を申し立てたが、同小法廷が同月12日付で申し立てを棄却したために同日付で正式に死刑が確定した。

## 死刑執行
参議院議員・福島瑞穂が2008年7月以降に確定死刑囚らを対象に実施したアンケートに対し、宮城刑務所仙台拘置支所に収監されていた死刑囚Kは以下のように回答していた。
- 獄中生活で一番楽しいこと - 親族・支援者・弁護人などと面会できること[61]
- 獄中生活で一番苦しいこと - 食事がまずい・話し相手がいないこと[61]

また、福島が2011年7月以降に確定死刑囚らを対象に実施したアンケートに対しては「現在は支援者・弁護人の支援で生きている。現在は連絡が途絶えているが、最高裁まで支えてくれた母親には心から感謝している。叶わぬ願いとは思うが、生きているうちに娘に会いたい」と述べた上で、「被害者遺族の願いは自分が死刑になることだが、自分が死刑になったところで被害者遺族は幸福になるのか？死刑は同害報復以外の何物でもない」と回答していた。
支援者として死刑囚Kと交流してきた「死刑廃止連絡会・みやぎ」会員の伊藤嘉明は、獄中における死刑囚Kの様子について、死刑執行後の2014年9月6日に文京区区民センター（東京都文京区）で開かれた死刑執行への抗議集会にて以下のように発言した。
- 死刑囚Kとは10年以上前（2004年の控訴審判決以降）から交流を続けており、約55回にわたって面会した[64]。死刑囚Kには精神的な波があり、2008年5月時点で「もう面会・交流をやめたい」という別れの手紙を出してきた[64]。それ以降は一時的に面会ができなくなったが、国選弁護人・小川原が死刑囚Kを説得したことにより再びできるようになった[64]。
- 死刑囚Kは自分の知る限り「非常に気配りが効き、弱音を吐かない性格」だった一方、2013年1月以降は肉体的・精神的な要因による体調不良が著しかった[64]。
  - 長い獄中生活で太陽光を浴びていないため、ビタミンA・カルシウムが欠乏し歯が弱くなった[64]。前歯の治療のために支援者・家族が獄中の死刑囚Kへ現金を差し入れて差し歯の治療を受けさせたが、その差し歯も前歯とともに抜け落ちてしまい、2013年1月以降はかなりやせ細っていた[64]。
  - 獄中者から聞いた情報によれば「死刑囚Kは糞尿を失禁して布団・衣服を汚すことがある」ということだったため、2013年と翌年に衣服を差し入れた上、2015年5月に布団一式を差し入れた[64]。
  - 死刑囚Kの体調不良は2013年1月以降顕著になっており、それまでは便箋6，7枚の手紙を書いていたが、体調不良になってからは1枚、2枚程度しか書かなくなった[64]。

死刑確定後、死刑囚Kは主に殺意の有無をめぐり3度にわたり再審請求を行ったが、すべて棄却されている。
- 死刑囚Kは2008年11月18日付で青森地裁に第一次再審請求を申し立てるも[66]、2011年6月20日付の青森地裁（小川賢司裁判長）による決定で第一次再審請求を棄却された[67]。その後即時抗告するも、2012年9月10日付の仙台高裁（飯渕進裁判長）決定により棄却され[68]、同月14日付で最高裁に特別抗告するも同年12月26日付の最高裁第三小法廷（大谷剛彦裁判長）決定により棄却された[69]。
- 2013年2月7日に申し立てた第二次再審請求も認められなかった[70]。
- 2013年9月10日、死刑囚Kは青森地裁に第三次再審請求を申し立てたが[71]翌2014年5月26日付で青森地裁（鎌倉正和裁判長）より棄却決定がなされた[72][73]。これを不服として同年5月29日付で仙台高裁に即時抗告したが、2014年7月10日に仙台高裁（飯渕進裁判長）より即時抗告棄却の決定が出された[74][73]。翌7月11日には最高裁に特別抗告するも同年8月6日、最高裁第一小法廷（桜井龍子裁判長）より3度目の棄却決定が言い渡された[75][73]。

最高裁への特別抗告棄却から約3週間後の2014年8月29日、法務省（法務大臣：谷垣禎一）の死刑執行命令により収監先・宮城刑務所仙台拘置支所に隣接する宮城刑務所にて死刑囚Kの死刑が執行された。弁護人・小川原優之は4度目の再審請求の準備のため、同年9月2日に死刑囚Kと接見する予定だった。

## テレビ番組
- 「2002年3月2日に日本テレビ系で放送された特別番組『FBI超能力捜査官』におけるナンシー・マイヤーの透視が被疑者K逮捕のきっかけになった」と言われるが、実際は放送前から重要参考人としてKが浮上しており、犯人のモンタージュの似顔絵もメディアで広く報道され、武富士のポケットティッシュにも似顔絵が同梱されており、ナンシーの絵はこのモンタージュに似ていた。また、番組内で紹介された犯人の素性（住所、職業、犯行動機など）や事件後の動向（番組の超能力者は「犯行時に火傷を負い仕事を休んでいた」と主張していたが実際は事件後も仕事を続けていたことがわかった）は、実際のそれとは隔たりが大きかったが、逮捕後の番組では「超能力者が描いた想像図は犯人の顔とそっくり」という主張をしていた。
- 犯人逮捕後、2003年3月26日に未解決事件の情報提供を求めるTBS系の公開捜査番組『今夜!完全大包囲網!!テレビ公開大捜査SP』で同事件の再現ドラマが放映されたことがある。犯人役を演じたのは渡嘉敷勝男であった[80]。
- 2014年12月17日、日本テレビ系の番組「ザ!世界仰天ニュース」で加害者Kが事件を起こすに至った経緯と事件についてを描いた再現ドラマが放送された[81]。